# Coming Out Day
Der Coming Out Day (COD) bzw. Coming-out-Tag wird seit 1988 am 11. Oktober jedes Jahres begangen. Es werden verschiedene Ziele rund um das Thema Coming-out verfolgt.

## Beweggründe
Schwule, Lesben, Bisexuelle, Transgender etc. (LGBT) sind, sofern sie persönlich bereit dazu sind, aufgerufen, sich öffentlich zu zeigen, also erstmals oder erneut den sichtbaren Schritt des Coming-out-Prozesses zu unternehmen. Dies ist eines der besten und oft wirksames Mittel gegen Homophobie und Transphobie. Verschiedene Untersuchungen zeigen, dass Menschen, die LGBTs persönlich kennen, diesen Gruppen gegenüber positiver eingestellt sind. Bei den Menschen mit den größten Befürchtungen und Unbehagen handelt es sich meist um jene, die keine Menschen dieser Art persönlich kennen, manchmal auch nicht kennenlernen wollen. Je mehr unterschiedliche Menschen LGBTs kennen, desto leichter können sie vorhandene Vorurteile über Bord werfen.
Jenen, die sich noch im Coming-out-Prozess befinden, soll Mut gemacht werden, diesen Schritt zu wagen und zu sich selbst zu stehen, sich so anzunehmen, wie sie sind, und dadurch an Stärke zu gewinnen. Oft wird von den Betroffenen vorgefühlt oder aufmerksam auf Bemerkungen über LGBT geachtet; die meisten offenbaren sich erstmals einem engen Freund oder einem ihrer Geschwister. Heute werden die ersten Schritte auch manchmal im Internet unternommen. Das Coming-out wird im Allgemeinen als Befreiung erlebt, weil die Notwendigkeit des Verheimlichens wegfällt und man Erfahrungen und Wünsche mit anderen teilen kann. Bei Aktionen rund um den Coming Out Day wird oft gezielt auf Freizeit- und Beratungsangebote für Jugendliche hingewiesen.
Der dritte wesentliche Punkt ist, der heteronormativen Bevölkerung dieses Thema näher zu bringen und sie darüber aufzuklären, warum es schwierig sein kann, sich zu outen und offen zu leben, und wie Außenstehende diesen Prozess unterstützen können. Im Gegensatz zum Christopher Street Day und Paraden wie dem Gay Pride werden an diesem Tag viele kleinere Aktionen von lokalen Vereinen veranstaltet. Oft sind es Jugendgruppen oder Schul- oder Universitätsinitiativen, an denen auch heterosexuelle Verbündete teilnehmen.

## Entstehung in den USA

Logo des National Coming Out Day von Keith Haring

Am 11. Oktober 1987 nahmen etwa 500.000 Menschen am Second National March on Washington for Lesbian and Gay Rights teil. Vier Monate später trafen sich mehr als 100 Aktivisten in Manassas in Virginia. Man erkannte, dass die Menschen der LGBT-Gemeinschaft noch immer oft sehr defensiv auf antihomosexuelle Aktionen reagieren. So kam die Idee auf, einen nationalen Aktionstag zu organisieren, um Coming-out zu zelebrieren und wählte als Termin den Jahrestag des March on Washington. Die Urheber dieser Idee waren der 1995 verstorbene Robert Eichberg, ein Begründer von The Experience, einem Programm, um das Selbstwertgefühl zu steigern, und Jean O’Leary, die seit 1981 Direktorin der National Gay Rights Advocates (NGRA) war.
O’Leary vergrößerte das NGRA-Büro in West Hollywood um das erste Hauptquartier für den National Coming Out Day (NCOD) einzurichten. Der Aktivist Sean Strub brachte Keith Haring dazu, ein Bild zu spenden, das zum Logo der Initiative wurde. Es zeigt eine Person, die aus einem Wandschrank heraustanzt. Der erste NCOD am 11. Oktober 1988 wurde in 18 Bundesstaaten begangen und erreichte unter anderem mit The Oprah Winfrey Show, CNN, USA Today und National Public Radio landesweite Medienaufmerksamkeit. Tausende von schwulen und lesbischen Amerikanern ließen ihre Namen in Zeitungen veröffentlichen.
Im Jahr darauf wurde das Hauptquartier unter der Leitung von Eichberg in Santa Fe aufgeschlagen. Es wurden in 21 Bundesstaaten Aktionen durchgeführt. 1990 erhielt die Organisation die Steuerbefreiung. Mit dem Ziel, das Haring-Bild zum universellen Symbol zu machen, wurde gebeten, es auf freien Plätzen in der Schwulen- und Lesbenpresse zu schalten. Es erschien daraufhin in 150 Publikationen. Die Aktivitäten breiteten sich auf alle 50 Bundesstaaten und sieben weitere Länder aus. Geraldo Rivera gestaltete 1991 eine Fernsehsendung mit den offen homosexuell lebenden Dick Sargent, Sheila Kuehl und Robert Eichberg.
1993 fusionierte der NCOD mit dem damaligen Human Rights Campaign Fund (HRCF, später Human Rights Campaign (HRC)). Lynn Shepodd, von Anbeginn an dabei und Geschäftsführerin seit 1990, hatte diesen Zusammenschluss betrieben, um dem Projekt mehr Schubkraft zu geben. Tim McFeeley, damals Geschäftsführer des HRCF, sah in der Initiative eine wertvolle Ergänzung seiner Bewegung. Wes Combs, der vom HRCF benannte Projektdirektor, begann, umfassender Prominente in das Programm einzubinden. Die Schauspielerin Amanda Bearse erklärte sich dazu bereit, Präsidentin des National Coming Out Day 1994 zu werden. Sie war zu dieser Zeit die einzige landesweit bekannte offen lesbisch lebende Schauspielerin. 
In einem Werbespot für öffentliche Institutionen trat sie auf mit der Botschaft: „Ich bin keine heterosexuelle Frau, aber ich spiele eine im Fernsehen. Und das ist, wo Schauspielerei hingehört – ins Fernsehen oder Kino. Nicht ins reale Leben. Darum habe ich mit dem Schauspielern aufgehört und mich geoutet.“ Unter der Geschäftsführerin Elizabeth Birch wuchs der NCOD zu einem ganzjährigen National Coming Out Project, das Aufrichtigkeit und Offenheit fördert, schwul, lesbisch, bisexuell, transgender auf dem Campus, am Arbeitsplatz oder zu Hause zu sein. Die über das Jahr verteilten Aktivitäten gipfeln jeweils am NCOD.
Candace Gingrich besuchte 1995 innerhalb von sechs Monaten 52 Städte. Die Halbschwester von Newt Gingrich, dem damaligen Sprecher des Repräsentantenhauses der Vereinigten Staaten, kam mit der Botschaft: „Dein Bruder muss nicht Sprecher des Repräsentantenhauses sein, damit deine Stimme gehört wird.“ Dan Butler sagte in Fernsehspots und Zeitungsanzeigen: „Ich bin kein heterosexueller Mann, aber ich spiele einen im Fernsehen.“ Die Sängerin Melissa Etheridge erinnerte in von 100 Radiostationen gespielten Radiospots daran, dass Label auf Schallplatten gehören, nicht auf Menschen. 
Im Wahljahr 1996 wurde das Projektprofil erweitert. Jetzt hieß es: „Du hast die Macht. Registriere dich. Wähle.“ Ab September 1997 gab es mit Betty DeGeneres, Mutter von Ellen DeGeneres, die erste heterosexuelle Sprecherin. Im HRC Quarterly sagte sie: „Die Tatsache, dass ich eine Mutter bin, die sich für gleiche Rechte für ihre Tochter und ihre Partnerin einsetzt, betont den Punkt, dass die Beendigung der Diskriminierung aufgrund der sexuellen Orientierung nicht nur für schwule und lesbische Menschen wichtig ist, es ist wichtig für ihre Familien und die Menschen, die sie lieben.“ 
Die Hauptveranstaltung fand in Los Angeles in Kooperation mit der Gay and Lesbian Alliance Against Defamation statt. 2002 war das Thema „Being Out Rocks!“ Am NCOD wurde eine CD veröffentlicht, zu der offen lebende LGBT-Musiker und heterosexuelle Bündnispartner Lieder beisteuerten, darunter Cyndi Lauper, Queen, k.d. lang und Sarah McLachlan. Melissa Etheridge sagte: „Ich hoffe, dass Bemühungen wie diese Teenagern deutlich machen, dass sie sie selbst sein können – ohne Angst davor, dass ihre sexuelle Orientierung ein Hindernis ihres Erfolgs sein könnte.“ 
Sie war auch auf einem Plakat mit 18 weiteren offen lebenden LGBT-Künstlern zu sehen, darunter Ani DiFranco, Michael Stipe, Indigo Girls, RuPaul und Rufus Wainwright. Der Text des Plakats lautete: „Du magst dich fühlen, als wärst du nur ein Gesicht in der Menge, aber dich als schwul, lesbisch, bisexuell oder transgender zu outen, macht aus dir einen Star!“ Kampagnen bezüglich Wahlen gab es auch 2002, 2004 und 2008. 2008 wurde auf Youtube ein Video-Contest veranstaltet. Der Gewinner Tyler Oakley, Student an der Michigan State University, erhielt eine Reise nach Washington, D.C., wo er im Januar 2009 Gast der XM-Satellite-Radio-Sendung The Agenda with Joe Solmonese war.

### Anregungen zur Gestaltung des Tages
Neben dem persönlichen Coming-out gegenüber der Familie, Freunden oder Arbeitskollegen schlägt der HRC weitere Aktionen für diesen Tag vor: Man kann Gastredner, die ihre Coming-out-Geschichte erzählen, Vorträge oder Diskussionsveranstaltungen zu verschiedenen LGBT-Themen betreuen, Kultur- oder Filmfestivals oder eine Fotoausstellung veranstalten, Informationstische betreiben, Unterstützung durch Kleidung bekunden (spezifische gruppengleiche Bekleidung, T-Shirts mit Sprüchen oder Symbolen), einen „Solidaritätssonntag“ in der Kirchengemeinde abhalten, mit Kreide Sprüche oder Gedichte auf Gehwege schreiben, eine Party veranstalten oder sich dem demokratisch gewählten Vertreter gegenüber outen. In den USA ist der Oktober auch als „Gay and Lesbian History Month“ bekannt, was man bei Projektideen berücksichtigen kann.
Man kann in einer lokalen Zeitung oder der Schüler- oder Studentenzeitung eine Anzeige mit einer „Out List“ veröffentlichen, wo nach Einwilligung Namen von offen lebenden Studenten, Mitarbeitern oder ähnlichem und heterosexuellen Unterstützern veröffentlicht werden, wie es beispielsweise an der University of California, Los Angeles ab 1994 organisiert wurde.
Die Gruppe PRIDE an der University of North Carolina at Wilmington veranstaltet eine Aktion mit dem Titel „Hupe für die Vielfalt“. Solche Hup-Abstimmungen gibt es zu verschiedenen Anlässen in den USA. Man stellt sich mit Schildern an eine belebte Kreuzung und die Vorbeifahrenden bekunden durch kurzes Hupen Unterstützung. Man kann eine Schranktür konstruieren und die Leute einladen durchzuschreiten, also buchstäblich „aus dem Schrank herauskommen (to come out of the closet)“. Durch Bilderverkauf können Spenden gesammelt werden. Man kann auch Sichtbarkeit und zugleich Unterstützung für andere zeigen, indem man unter dem Motto „We're here, we're queer and we care about others“ („Wir sind hier, wir sind queer und kümmern uns um andere.“) Essen ausfährt, Bedürftigen hilft oder eine Müllsammelaktion organisiert.

## Deutschsprachiger Raum
In der Schweiz gibt es seit 1991 Aktionen zum Coming-out-Tag. Die Koordination haben Pink Cross und die Lesbenorganisation Schweiz übernommen.
In Liechtenstein ist die Zeit um den Coming-out-Tag jene, in der seit 1997 die meisten Aktionen stattfinden. Koordinator ist der Verein FLay. Es gibt je nach Jahr einen Infostand, Filmvorführungen, Kabarett und eine „Coming-Out-Party“.
In Deutschland veranstalten verschiedene Initiativen kleine Projekte. Der Verein Coming Out Day e. V. möchte auf die Situation von schwulen und lesbischen Jugendlichen aufmerksam machen und auch den Aktionstag in Deutschland etablieren. Der Vereinsname bezieht sich sowohl auf den Tag selbst als auch auf den Tag des persönlichen Coming-outs. Zusammen mit dem Jugendnetzwerk Lambda und dem Webportal dbna veranstaltete er 2009 einen Videowettbewerb für Jugendliche unter dem Titel „Outtakes – Deine Ansage zum Coming-Out-Tag“ mit zwei Kategorien: 1.) „Ich bin schwul, lesbisch, bi-, hetero- oder transsexuell, das bedeutet aber nicht, dass ich …“, wo bewusst mit Klischees gespielt werden kann. 2.) „Ich oute mich für …“, wo jeder ein kleines Geheimnis preisgeben kann. In Deutschland und Österreich finden ebenfalls zahlreiche Aktionen am 17. Mai statt, dem International Day Against Homophobia.

## Andere Länder
Im Vereinigten Königreich wurde die erste bekannte Aktion zum COD im Jahre 2000 vom damaligen Mr. Gay UK durchgeführt. In den Niederlanden sprach im November 2007 der Minister für Bildung, Kultur und Wissenschaft Ronald Plasterk von der Notwendigkeit eines COD, dort auch Coming-Out-Dag genannt, und wurde vom ganzen Kabinett unterstützt. 2008 wurde der erste niederländische Coming-out-Tag mit tatkräftiger Unterstützung des Ministers durchgeführt. In Russland fanden die ersten Aktivitäten zum COD in Sankt Petersburg ebenfalls im Oktober 2008 statt. Weitere Aktivitäten sind aus Kanada bekannt.